# 宓道生
宓道生，（James Joseph Meadows，1835年9月1日—1914年12月12日），基督教中国内地会最早来华的传教士之一。
宓道生是在苏格兰的珀斯信主。后来住在约克郡的巴恩斯利。1862年1月8日，他和妻子Martha乘坐挑战者号（Challenger）快速帆船启程，同年5月24日到达上海。他们是最早加入戴德生的“宁波差会”的传教士，和John Jones、Edward Clemens Lord一起在浙江宁波的桥街进行传教工作，等待来自英国其他传教士的增援。1863年妻子Martha在宁波去世。
3年以后，戴德生创立了中国内地会，宓道生也就成了最早来华的内地会传教士之一。1866年9月30日，Martha的朋友劳莉莎（Elisabeth Rose）作为内地会成立后第一批来华的传教士（兰茂密尔团队）到达上海。同年10月，宓道生和劳莉莎在宁波结婚。（劳莉莎在1890年11月3日去世）
1867年，宓道生和蔡文才（Josiah Jackson）前往浙江台州建立传教站。1869年，宓道生又和卫养生（James Williamson）到达安徽省会安庆建立新的传教站，成为最早在安徽省传教的基督教传教士。从1871年到1874年、1895年5月到1896年11月，宓道生曾两度回国休假。1914年，宓道生因患癌症病逝。